# タリシュ人
タリシュ人（Talysh, Talishi, Taleshi, Talyshi）とは、アゼルバイジャンおよびイランに跨って居住するイラン系民族である。使用言語はタリシュ語であるが、他の言語も用いられている。

## 概要
南コーカサスからカスピ海沿岸にわたる地域に居住するイラン系民族である。イランの北側にあるギーラーン州およびアルダビール州と、アゼルバイジャンの南側の地域に居住しており、アゼルバイジャンに居住するタリシュ人は、歴史的に、Talish-i Gushtasbiという名で知られている。イランでは、ギーラーン州にTaleshという郡が存在する。これらの地域外に移住した者もいる。

## 人口
信頼できる情報源が存在しないこと、他の民族との通婚、タリシュ語話者の減少などの理由により、正確なタリシュ人の人口についての統計を取るのは難しい 。
1897年のロシア帝国国勢調査によれば、バクー県に34,994人のタリシュ人が居住していた。
1926年のアゼルバイジャン・ソビエト社会主義共和国国勢調査によれば、タリシュ人の人口は77,039人であった。1959年から1989年まで、タリシュ人はいかなる国勢調査においても独立した民族と扱われておらず、イラン系の言語を話しているにもかかわらず、トルコ語話者のアゼルバイジャン人の一部と扱われていた。
1999年のアゼルバイジャン共和国国勢調査によれば、タリシュ人の人口は76,800人、2009年の同調査によれば111,996人とされている。
ただし、研究者や、タリシュ人ナショナリストらは、タリシュ人として公式な登録を行うことに問題があることなどを踏まえ、この数字は過小評価であって、アゼルバイジャンにおけるタリシュ人の人口は、公式統計よりもかなり多いと主張してきた。アゼルバイジャン南部のタリシュ人の人口は50万人であるとする説もある。
イランにおいては、1983年の統計によれば約10万人のタリシュ人が居住しているとされる。
タリシュ人ナショナリストらは、タリシュ人はアゼルバイジャンとイランに居住しているだけで約100万人おり、その他にも他地域に移住した者が多数いると主張している。

## 特徴

### 遺伝学的特徴
Y染色体ハプログループでの分類によれば、タリシュ人はレバント人に非常に近く、新石器時代のレバントにおける農業の発展と共に広がったハプログループJ2がサンプルの25%以上において検出された。他の父系遺伝としてはハプログループR1も1/4から1/2の割合で検出されるが、中央アジアのアーリア人を含む東部のインド・ヨーロッパ系の人々に特有なハプログループR1a1の検出頻度は、ハプログループGとともに、5%にも満たない。

### 文化的特徴

#### 言語

タリシュ語の方言分布

西イラン語群のうち北西群に属する言語の一つであり、ペルシア語に類似するタリシュ語を話す。アゼルバイジャン南部に居住するタリシュ人と、イラン北部に居住するタリシュ人とでは、使用する方言に大きな違いがある。
アゼルバイジャン政府により、タリシュ語ではなくアゼルバイジャン語やペルシャ語の使用が推奨されていることから、タリシュ語話者は減少傾向にあり、2009年にはタリシュ語はユネスコにより消滅危険度「脆弱（Vulnerable）」に分類されている。

#### 宗教
シーア派イスラム教が多数派であるが、スンニ派を信仰する者もいる。また、大地や樹木の霊に対する信仰の伝統も有しており、タリシュ人の居住地域内には複数の霊木があるとされている。

#### その他
タリシュ料理はコメや魚を多く用いる傾向がある。タリシュ料理で最も有名なものは、魚や鳥の腹にクルミやハーブを詰めて焼いたレヴェンギと呼ばれる料理である。
タリシュ人の生活様式は現在では一般的なアゼルバイジャン人とほぼ同一であるが、農林水産業などに従事する者の割合が高いとされている。伝統的な手工芸として、絨毯の製作が行われている。

## 歴史

### 起源
タリシュ人は本来遊牧民であったとみられる。タリシュ人らは、自らを紀元前7世紀頃にイラン北部を支配していたメディア人の子孫であるとしている。

### 近代
1747年、カスピ海南西岸（現在のタリシュ人居住地域と重なる地域）にタリシュ・ハン国が成立した。しかし、第2次ロシア・ペルシャ戦争にガージャール朝ペルシャが破れ、トルコマーンチャーイ条約が締結されたことにより、1828年、タリシュ・ハン国はロシア帝国の一部となり、消滅した。
ロシア革命後、ロシア内戦の間の1919年に、親ボリシェヴィキ政権であるムギャーン・ソビエト共和国の成立が宣言されたが、間もなくアゼルバイジャン民主共和国に吸収された。

### ソビエト連邦時代
ソビエト連邦時代初期には、タリシュ人の学校もあり、「Red Talysh」という新聞およびタリシュ語の書籍が出版されていた。しかし、スターリンが権力を掌握してから、1930年代末ころまでにはこれらの学校は閉鎖され、タリシュ人ナショナリストらはグラグへと収容され、タリシュ語のマスメディアも廃止され、公式統計においてもタリシュ人は認識されなくなり「アゼルバイジャン人」に分類されることとなった。

### ソビエト連邦崩壊後
ソビエト連邦崩壊後の政情不安定の中で、1993年6月に、Alikram Hummatovを首相として、アゼルバイジャン南東部にタリシュ・ムギャーン自治共和国の設立が宣言された。しかし、タリシュ・ムギャーン自治共和国はタリシュ人ら自身の支持を受けることができないまま、1993年8月にHummatovが逮捕されたことにより、消滅した。

### 現代
タリシュ人の居住地域は現在、アゼルバイジャンとイランの国境部に跨る形となっており、多くはアゼルバイジャンに居住している。タリシュ人らは、アゼルバイジャン政府がタリシュ語色の強い店名などを変更させる、宗教儀式に介入するなどの圧迫を加えてきたと主張している。タリシュ人を含む少数民族に対し強制移住政策さえ行ってきたことも、複数の情報源により報告されている。

## ナショナリズム運動

### NTMの設立
タリシュ・ムギャーン自治共和国の首相となっていたAlikram Hummatovには、1995年に死刑が宣告され、その後終身刑への減刑がなされた。その後、Hummatovは政治犯であり審理をやり直すべきとの欧州評議会からの圧力により、審理が再開され、2004年に恩赦を受けたが、アゼルバイジャンの市民権を剥奪された上で、親族の住むオランダに移住させられた。
オランダに移住したHummatovは、他のタリシュ人ナショナリストらと共に、2007年、National Talysh Movement（NTM）を設立した。NTMは、アゼルバイジャン国内においてタリシュ人の自治を獲得すること、アゼルバイジャン国内における全ての少数民族の民主主義、文化、言語の権利が向上することを求めている。

### アゼルバイジャン政府からの圧迫
しかし、アゼルバイジャン政府からはNTMの設立前後を通じ、タリシュ人ナショナリストの活動に対して以下のような圧迫が加えられている。
- 2006年には、タリシュ語の新聞「Shavnisht（夜会の意）」の頒布が妨害され、編集長の自宅に警察官が訪問して家族を尋問するなどした[32]。
- 2007年には、タリシュ語の新聞「Talyshi Sado」の編集者であったNovruzali Mamedovが逮捕され、非公開の審理の後に10年の懲役刑を宣告された。Mamedovは2009年に刑務所で死亡しているが、Mamedovの弁護人は、不適切な医療が死の原因であったと主張している[33][34]。
- 2012年には、タリシュ語の新聞「Tolyshi Sado（タリシュ人の声の意）」の編集長Hilal Mammadovが違法薬物所持の疑いで逮捕され、2013年に有罪判決を受けた。この逮捕および判決はアムネスティ・インターナショナルやヒューマン・ライツ・ウオッチからは政治的な動機に基づくものとみられており、2016年には恩赦を受けて釈放されている。しかし、Hilal Mammadovは2017年に再び逮捕された[35]。
- Hilal Mammadovの2017年の逮捕と同時期に、別のタリシュ語新聞紙の編集長であるRafiq Jalilovも喚問を受け、またタリシュ人ナショナリストのFarid Abbasovも身柄を拘束されている[35]。

### ナショナリズム運動へのタリシュ人の態度
OSCEの研究者Hema Kotechaによると、タリシュ人は、タリシュ人としてのアイデンティティを維持してはいるものの、分離主義に対しては概して否定的である。タリシュ人のこうしたナショナリズム運動への態度は明確でなく、どの程度こうした運動を支持しているかを測るのは不可能であった。Kotechaはその理由として以下のようなものが複合していると分析する。
- 厳しく公私を区別するため、公の場でこうしたナショナリズム運動に関する意見交換を行うのを避ける傾向。
- 歴史的アイデンティティを抑圧され、その文化や言語を実践する機会を奪われたことによる、自己抑圧の内面化。

- タリシュ・ムギャーン自治共和国独立主義者、ロシア、またはアルメニアの関係者だとみられることへの懸念。
- 貧困や高い失業率といった他の懸念事項がより重大であるための無関心。
- 警察への恐怖。
- 宗教色の強いイランと比べた場合の、アゼルバイジャンの世俗主義への支持。
- ナゴルノ＝カラバフ問題へのタリシュ人同士の間での意見の相違。